# Marius Žiūkas
Marius Žiūkas (* 29. Juni 1985 in Prienai) ist ein litauischer Beamter und Leichtathlet. 

## Leben
Nach dem Abitur an der Revuona-Mittelschule Prienai absolvierte Marius Žiūkas das Bachelorstudium der Wirtschaft an der Universität Vilnius in der litauischen Hauptstadt Vilnius. 
Vom 1. Juni  2020 bis zum 30. November 2020 war er vorübergehender Leiter der Seimas-Kanzlei im Parlament der Republik Litauen.
Ab 1997 als Schüler der 6. Klasse besuchte Marius Žiūkas das Sportzentrum Prienai. Er vertrat Litauen bei den Olympischen Sommerspielen 2008, 2012 und 2016. Er war mehrfacher Weltcup-Teilnehmer, 2011 Gewinner des 6. Platzes der Universiade, Teilnehmer des Weltjugendcups sowie Teilnehmer der Welt- und Europameisterschaft. Er besitzt auch das viertbeste Ergebnis des 20 km langen Sportgehens in der Geschichte des unabhängigen Litauens.